# Sustut Park
Sustut Park är en park i Kanada.   Den ligger i provinsen British Columbia, i den centrala delen av landet, 3 700 km väster om huvudstaden Ottawa. Sustut Park ligger 1 104 meter över havet.
Terrängen runt Sustut Park är kuperad söderut, men norrut är den bergig. Trakten runt Sustut Park är nära nog obefolkad, med mindre än två invånare per kvadratkilometer.. Det finns inga samhällen i närheten.
I omgivningarna runt Sustut Park växer i huvudsak barrskog.